# Viorel Talapan
Viorel Talapan, romunski veslač, * 25. februar 1972, Mihai Viteazu, Constanţa).
Talapan je za Romunijo nastopil na treh zaporednih Poletnih olimpijadah; leta 1992 v Barceloni, leta 1996 v Atlanti ter leta 2000 v Sydneyju. V Barceloni je v četvercu s krmarjem osvojil zlato, v osmercu pa srebrno medaljo.